# 조혜경 (교수)

조혜경(趙惠敬, Cho Hyekyung, 1962년 - )은 대한민국의 교수이자 교육가이다. 한국성서대학교 교육대학원의 교수이며 대학원장이다. 영유아놀이, 영유아동작과 음악에 관련된 유아교육 분야와 보육학 연구의 전문가로 평가받는다.

## 학력
- 덕성여자대학교 대학원 유아교육과(Ed.D)

## 경력
- 한국영유아보육과정학회 회장, 2002
- 한국성서대학교 사회과학부 영유아보육전공 교수
- 한국성서대학교 일립생활관장
- 현, 2025년 한국성서대학교 대학원장

## 저서 및 공동저서
- 어린이집 원장 사전직무교육, 어가, 2024
- 보육교사론과 인성, 창지사, 2023
- 보육학개론, 창지사, 2023
- 보육 실습, 창지사, 2016
- 놀이지도, 창지사, 2010
- 보육실습의 이해 (정민사, 2006)
- 아동발달 (정민사, 2007)

## 논문
- 서울시 영유아 돌봄의 공동육아방 운영의 어려움과 지원방안에 대한 연구: 노원구를 중심으로, 학습자중심교과교육연구 제24권 제7호(2024년) p. 703-719.
- "보육시설설치 세부기준마련을 위한 연구" (여성가족부, 2006)
- "1.2세 영아의 또래갈등원인에 대한 연구" (영유아보육학회, 2006)외 다수

## 같이 보기
- 한국성서대학교